# Mohammad Beheschti

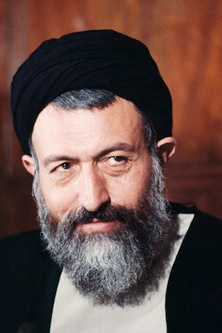
Mohammad Beheschti, 1980

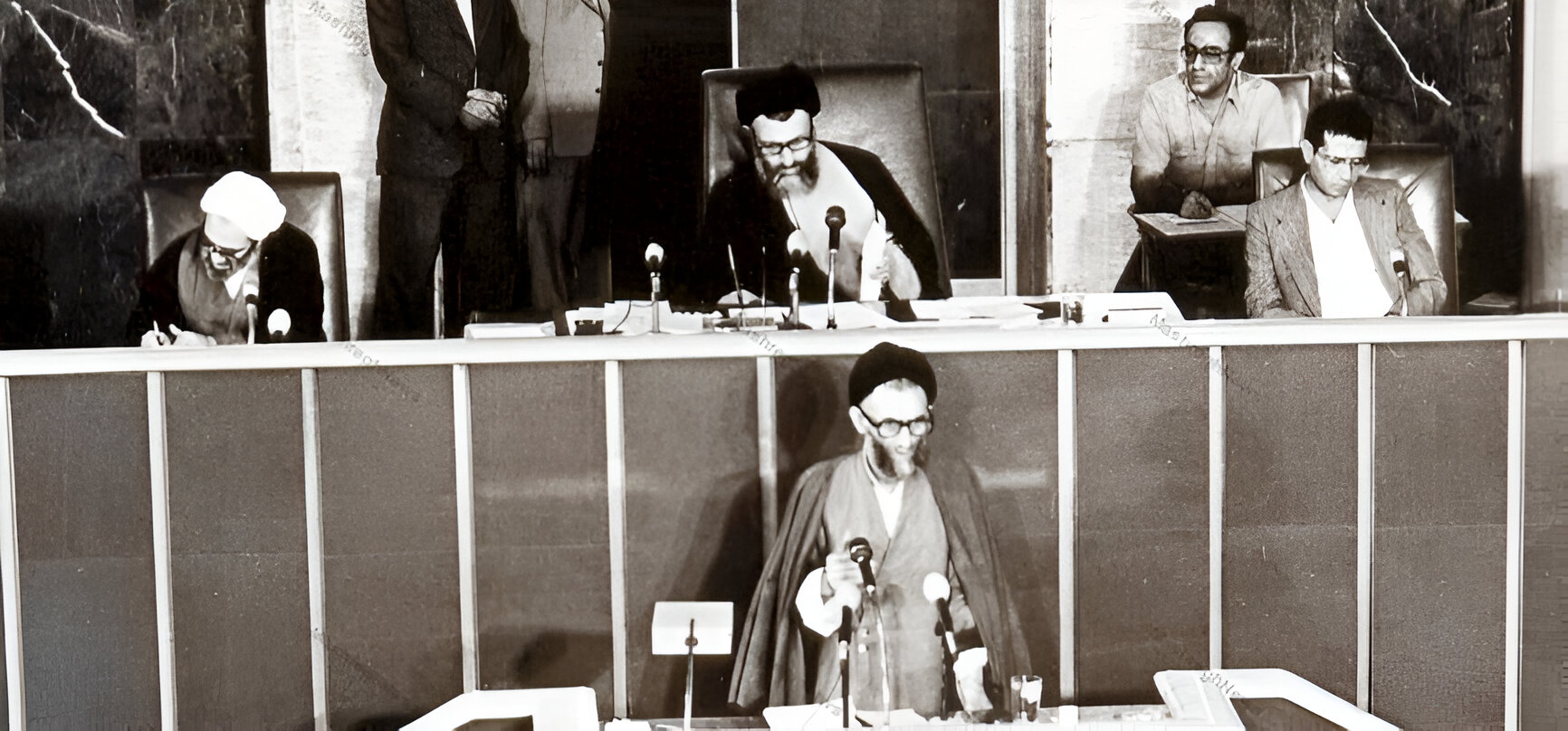
Expertenversammlung für Verfassung 1979

Mohammad Hosseini Beheschti (persisch محمد حسینی بهشتی; [englisch transkribiert] auch Mohammed Beheshti; * 24. Oktober 1928 in Isfahan; † 28. Juni 1981 in Teheran) war ein iranischer Politiker, Vorsitzender des Islamischen Revolutionsrats und Oberster Richter der Islamischen Republik Iran. Er trägt die Ehrentitel Ajatollah und Seyyed.

## Biographie
Beheschti studierte islamische Theologie an der Universität von Teheran und unter Allameh Tabatabaei in Ghom. Von 1965 bis 1970 war er als Nachfolger von Mohammad Mohagheghi Leiter des Islamischen Zentrums an der Hamburger Außenalster und damit ein Vorgänger Mohammed Chatamis.
Während des Exils von Ruhollah Chomeini in Frankreich, gehörte Beheschti zu den ersten Mitgliedern des Revolutionsrates, war Verbindungsmann zur islamischen Revolution und wurde nach dem 12. Februar 1979 ins Justizministerium berufen. Von Chomeini zum Obersten Richter befördert, gehörte er auch zu den Gründungsmitgliedern der Islamisch-Republikanischen Partei (IRP) und wurde zu deren erstem Vorsitzenden.
Ali Tehrani bezeichnete Beheschti in einem Interview als „Drahtzieher, der alle Fäden der Macht in seinen Händen vereinigt. Die Regierung Radschai ist die Hand Beheschtis, das Parlament das Wort Beheschtis, der kämpferische Klerus der Fuß Beheschtis und die Gelehrten von Qom das Hirn Beheschtis.“

## Apologetik
Beheschti beschäftigte sich mit schiitischer Apologetik, Erlöserinterpretationen und der Frage des mardschaʿ-e Taghlid. Die elementaren Aufgaben der iranischen Geistlichkeit beschrieb Beheschti 1979 so:

„das beherrschende Element werden nicht die Mullahs, nicht die Geistlichen, sondern die geistigen Führer, die islamischen Ideologen sein.“

Er plädierte für eine „reine“ Umsetzung der Herrschaft der Rechtsgelehrten (velayat-e faqih) ohne Gewaltenteilung und ohne demokratische Ansätze. Damit galt er selbst unter den revolutionären Mullahs als Ultra-Hardliner.

## Attentat
Mohammad Beheschti wurde bei einem Bombenanschlag auf die Zentrale der IRP in Teheran zusammen mit 85 anderen Parlamentariern getötet, wobei die Opferzahl nachträglich mit 72 angegeben wurde, um den Vergleich mit Husain ibn ʿAlī (Schlacht von Kerbela) herzustellen. Der Anschlag wurde nach offizieller Geschichtsschreibung von den Volksmodschahedin ausgeführt. Der Ajatollah Ali Tehrani bezichtigte hingegen rivalisierende Mullah-Gruppen des Attentats; Haupttäter sei ein Mann namens Mohammad Reza Kolahi Samadi gewesen; der damalige Rivale Beheschtis Rafsandschāni habe wenige Minuten vor dem Attentat Beheschtis Zimmer verlassen.

## Posthum
Neben zahlreichen Straßen tragen die frühere Nationaluniversität Iran in Teheran, die “Schahid-Beheschti-Universität für Medizinische Wissenschaften und Gesundheitsdienste” sowie der internationale Flughafen Isfahan den Namen Schahid Beheschti (arabisch/persisch Schahid: „Märtyrer“).